# Цветотерапия
Цветотерапия (хромотерапия) — метод нетрадиционной медицины, воздействие разнообразно окрашенным светом на человека с целью его излечения. Цветотерапия не опирается на научный метод, а исследования не подтверждают её эффективность.

## Современные представления
В середине 1950-х гг. швейцарский ученый Макс Люшер составил оригинальный цветовой тест. После многих экспериментов из 4500 тонов и оттенков были выбраны цвета, наиболее ярко влияющие на физиологию и психологию человека. Исследования, проведённые Люшером, показали, что цвет может изменить функции некоторых систем человеческого организма. Например, наблюдение оранжево-красного цвета увеличивает частоту пульса, дыхания, давление крови и в общем оказывает возбуждающее действие. Темно-синий цвет, напротив, приносит успокоение. По мнению психологов, «язык» цветов универсален, он действует независимо от религии и национальности.